# Mravenečník
Mravenečník är ett berg i Tjeckien.   Det ligger i regionen Olomouc, i den östra delen av landet, 190 km öster om huvudstaden Prag. Toppen på Mravenečník är 1 342 meter över havet, eller 79 meter över den omgivande terrängen. Bredden vid basen är 1,0 km. Mravenečník ingår i Hrubý Jeseník.
Terrängen runt Mravenečník är huvudsakligen lite bergig.Runt Mravenečník är det glesbefolkat, med 11 invånare per kvadratkilometer. Närmaste större samhälle är Šumperk, 17,2 km sydväst om Mravenečník. I omgivningarna runt Mravenečník växer i huvudsak blandskog.